# The Honeydrippers: Volume One
The Honeydrippers: Volume One prvi je EP britanskog glazbenika i pjevača, Roberta Planta, kojeg 1984. godine objavljuje diskografska kuća Es Paranza.
Projekt je nastao kada je predsjednik izdavačke kuće Atlantic Recordsa Ahmet Ertegün, želio objaviti album svojih omiljenih skladbi iz 1950-ih godina. Ertegün je izabrao Planta kao izvođača jer ga je vidio kako sa svojim sastavom the Honeydrippers izvodi klasične skladbe pedesetih godina. Sastav je uključivao gitaristu Nilea Rodgersa i osnivače skupine Yardbirds, gitariste Jeffa Becka i Jimmyja Pagea, koji je zajedno s Plantom svirao u Led Zeppelinu.

## Popis pjesama

### Strana prva
1. "I Get a Thrill" (Rudy Toombs) – 2:37
2. "Sea of Love" (George Khoury, Phil Phillips) – 3:01
3. "I Got a Woman" (Ray Charles, Richard) – 2:55

### Strana druga
1. "Young Boy Blues" (Doc Pomus, Phil Spector) – 3:28
2. "Rockin' at Midnight" (Roy Brown) – 5:55

## Izvođači
- Robert Plant - Vokal
- Jeff Beck - Gitara ( "I Got a Woman," "Rockin' at Midnight," i posebno "Young Boy Blues" )
- Jimmy Page - solo na gitari ( "Sea of Love" i "I Get a Thrill" )
- Wayne Pedziwiatr - Bas gitara
- Nile Rodgers - Gitara, koproducent
- Paul Shaffer - Klavijature
- Dave Weckl - Bubnjevi

## Top ljestvica

### Singlovi
Billboard (Sjeverna Amerika)
| Godina | Singl                 | Ljestvica                   | Pozicija |
| ------ | --------------------- | --------------------------- | -------- |
| 1984.  | "Rockin' at Midnight" | Mainstream Rock Tracks      | #8       |
| 1984.  | "Sea of Love"         | Adult Contemporary          | #1       |
| 1984.  | "Sea of Love"         | Mainstream Rock Tracks      | #11      |
| 1984.  | "Sea of Love"         | The Billboard Hot 100       | #3       |
| 1985.  | "Rockin' at Midnight" | Hot Dance Music / Club Play | #24      |
| 1985.  | "Rockin' at Midnight" | The Billboard Hot 100       | #25      |

Velika Britanija
| Godina | Singl                 | Pozicija |
| ------ | --------------------- | -------- |
| 1984.  | "Sea of Love"         | #8       |
| 1984.  | "Rockin' at Midnight" | #11      |

## Vanjske poveznice
- Službene stranice Roberta Planta
- Allmusic.com  Arhivirana inačica izvorne stranice od 9. ožujka 2021. (Wayback Machine) - Recenzija albuma